# 1917 في البرتغال
فيما يلي قوائم الأحداث التي وقعت خلال عام 1917 في البرتغال.

## سياسة

### تعيين في المنصب
- 12 ديسمبر – برناردينو ماتشادو رئيس البرتغال.

## مواليد

### مارس
- 18 مارس – جواكيم تيكسيرا لاعب كرة قدم برتغالي.

### أغسطس
- 8 أغسطس – مانويل سواريس ماركيز لاعب كرة قدم برتغالي.

## وفيات

### مارس
- 5 مارس – مانويل دي آرياغا (مواليد 1840)